# ألستروميرياسيات
ألستروميرياسيات (الاسم العلمي: Alstroemeriaceae)، فصيلة نباتات مُزهرة من رتبة الزنبقيات، تضم 24 نوعًا ضمن أربعة أجناس(Christenhusz & Byng 2016)، يُعتقد أن موطنها الأصلي هي الأمريكيتين، من أمريكا الوسطى إلى جنوب أمريكا الجنوبية. يوجد نوع واحد من أنواع جنس Luzuriaga في نيوزيلندا، وجنس محب الأجم مستوطن في جنوب شرق أستراليا.